# Домовик (фільм, 1981)
«Домовик» («Pisuhänd») — радянський естонський телефільм 1981 року, знятий режисером Аго-Ендріком Керге на Естонському телебаченні.

## Сюжет
За однойменною п'єсою естонського письменника і драматурга Едуарда Вільде. Дія відбувається у Таллінні 1913 року. Герой — письменник Тійт змушений приписати авторство свого роману шкільному другові Людвігу. Але потім в результаті шантажу йому вдається увійти в багату сім'ю і одружитися з родичкою Людвіга.

## У ролях
- Урмас Кібуспуу — Тійт Пійбелехт
- Юрі Крюков — Людвіг Сандер
- Анне Палувер — Матильда
- Елле Кулль — Лаура
- Аарне-Маті Юкскюла — Вестманн
- Сальме Реек — Лійна, служниця
- Віктор Керге — секретар
- Роберт Гутман — епізод
- Валері Кірсс — епізод
- Лембіт Пярн — епізод
- Лембо Мягі — епізод
- Хейнар Ниммісте — епізод
- Рудольф Сарап — епізо
- Івар Мурел — епізод
- Самуель Тяягер — епізод

## Знімальна група
- Режисер — Аго-Ендрік Керге
- Сценаристи — Аго-Ендрік Керге, Терьє Пидер
- Оператор — Пееп Лаансалу
- Композитор — Війве Ернесакс
- Художник — Лійна Піхлак